# Klára Leövey
Klára Leövey, także Löwey, Lövey (ur. 25 marca 1821 w Máramarossziget, zm. 8 kwietnia 1897 w Budapeszcie) – węgierska pedagożka, działaczka na rzecz praw kobiet.

## Życiorys

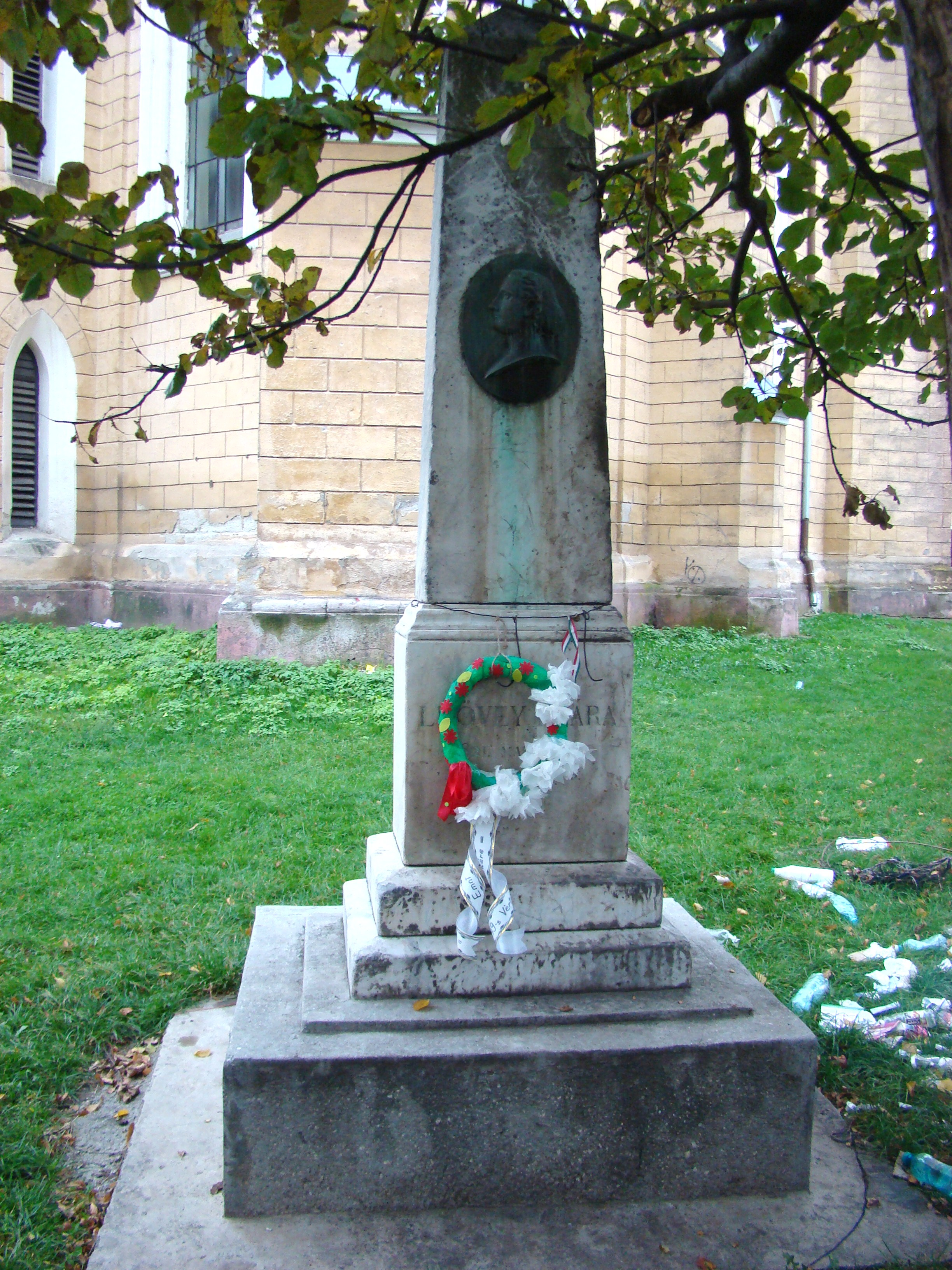
Pomnik Leövey, Syhot

Urodziła się 25 marca 1821 roku w Máramarossziget (dziś: Syhot). Pracowała jako pedagożka i nauczycielka. Wraz z Blanką Teleki przewodziła wczesnemu ruchowi feministycznemu na Węgrzech, wspólnie torując drogę edukacji kobiet. Za sugestią Teréz Karacs została zatrudniona w szkole dla dziewcząt założonej przez Teleki – pierwszej na Węgrzech szkole średniej dla kobiet. Uczyła w placówce od jej powstania do zamknięcia w 1848 roku, po czym wyjechała do Debreczyna, gdzie została sanitariuszką podczas powstania węgierskiego 1848 roku. Po jego upadku dalej wspierała węgierski ruch oporu, za co została skazana na karę więzienia, którą odbywała wraz z Teleki w austriackim mieście Kufstein. Po wyjściu z więzienia w 1856 roku powróciła do rodzinnego miasta, gdzie założyła szkołę dla dziewcząt oraz uczyła dzieci rodziny Teleki. Jej artykuły regularnie pojawiały się na łamach lokalnego periodyku „Máramaros”. Zmarła  8 kwietnia 1897 roku w Budapeszcie.
Agitacja na rzecz praw kobiet takich działaczek, jak Blanka Teleki, Klára Leövey, czy Hermin Beniczky, przyczyniła się do uchwalenia po 1867 roku praw, które umożliwiały kobietom kwitowanie rewersów, dobrowolną zmianę wyznania i zdobycie koncesji handlowych.